# Axo Mama

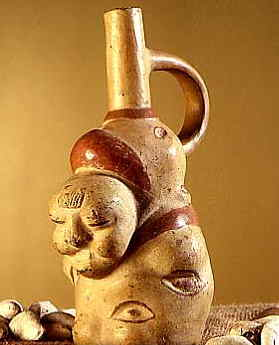
Cerámica de la cultura Moche que representa a Axomama.

Axo Mama (también escrito en español Acsomama[cita requerida] o Ajomamma[cita requerida]; en ortografía quechua contemporánea: Akshu Mama ‘madre de la papa/patata’) es una diosa de las papas en la mitología inca. Es una de las hijas de la Pachamama, la madre tierra, mientras que otras diosas presidían las cosechas de las culturas tradicionales incas, por ejemplo: Mama Sara, diosa del maíz, Mamacoca, diosa de la coca, Mama Quinoa, diosa de la quinua. A veces se la puede representar con un vestido tradicional inca y sosteniendo un tallo de papas en cada mano.
Las papas forman una parte vital del suministro de alimentos del pueblo inca, y la mayoría de las aldeas tenían una papa de forma particularmente extraña para adorar y rogar por una buena cosecha. Las papas fueron cultivadas por primera vez por agricultores en las montañas de los Andes hace casi siete mil años. La papa creció de forma silvestre en lo alto de las montañas de los Andes en América del Sur en el año 3000 a. C., pero no fue hasta la civilización inca (a. C.100-1530 d. C.) que se descubrió el potencial agrícola del tubérculo. El pueblo inca valoraba mucho la variedad agrícola y cultivaba miles de diferentes tipos de papas en una amplia gama de formas y colores.
Los incas no solo cultivaban y comían papas, sino que también las adoraban, e incluso las enterraban con sus muertos para simbolizar las bendiciones de Axomamma también en el Uku Pacha. Los Incas también creían que cada cultivo tenía un espíritu protector llamado Conopas. Las conopas eran las mejores ganancias de la cosecha que se reservaban para ofrecerlas a los dioses durante una ceremonia especial. Creían que al ofrecérselo a los dioses, los cultivos futuros maximizarían sus rendimientos.
Muchos andinos modernos todavía practican rituales durante la siembra y cosecha de papas, aunque Pachamama recibe la mayoría de estas ofrendas. Se han encontrado representaciones personificadas de Axomama, en forma de vasijas ceremoniales de terracota de la cultura Moche.